# 何氏宗祠 (肥东县)
何氏宗祠，是位于中国安徽省合肥市肥东县桥头集镇大何村的一个清代古建筑，2012年入选第五批肥东县文物保护单位。
何氏宗祠始建于清朝乾隆年间，抗日战争时期曾被中国共产党用作巢北新四军游击队司令部，中华人民共和国成立初期成为大何小学校址，后改为半工半读的矿山中学，文化大革命时遭毁，后经何氏家族维修后恢复样貌。宗祠占地2000平方米，建筑面积500平方米，三进五开间，两侧建有厢房，梁柱有较精美的图案，木质结构保存较好。